# Charlotte Hornets 2016-2017
La stagione 2016-17 degli Charlotte Hornets è la 27ª nella NBA per la franchigia.

## Roster
| N° | Naz.                   | Ruolo | Sportivo               | Anno | Alt. | Peso |
| -- | ---------------------- | ----- | ---------------------- | ---- | ---- | ---- |
| 00 | Stati Uniti (bandiera) | C     | Spencer Hawes          | 1988 | 216  | 111  |
| 0  | Stati Uniti (bandiera) | P     | Brianté Weber          | 1992 | 188  | 75   |
| 2  | Stati Uniti (bandiera) | AP    | Marvin Williams        | 1986 | 206  | 108  |
| 3  | Stati Uniti (bandiera) | G     | Jeremy Lamb            | 1992 | 196  | 82   |
| 5  | Francia (bandiera)     | AP    | Nicolas Batum          | 1988 | 203  | 91   |
| 7  | Stati Uniti (bandiera) | G     | Ramon Sessions         | 1986 | 191  | 86   |
| 8  | Stati Uniti (bandiera) | AG    | Johnny O'Bryant        | 1993 | 206  | 116  |
| 9  | Stati Uniti (bandiera) | G     | Aaron Harrison         | 1994 | 198  | 96   |
| 10 | Stati Uniti (bandiera) | C     | Mike Tobey             | 1994 | 213  | 115  |
| 12 | Stati Uniti (bandiera) | G     | Treveon Graham         | 1993 | 196  | 98   |
| 14 | Stati Uniti (bandiera) | AP    | Michael Kidd-Gilchrist | 1993 | 201  | 105  |
| 15 | Stati Uniti (bandiera) | P     | Kemba Walker           | 1990 | 185  | 84   |
| 18 | Stati Uniti (bandiera) | C     | Miles Plumlee          | 1988 | 211  | 113  |
| 27 | Stati Uniti (bandiera) | AG    | Christian Wood         | 1995 | 211  | 100  |
| 21 | Italia (bandiera)      | G     | Marco Belinelli        | 1986 | 196  | 90   |
| 30 | Stati Uniti (bandiera) | P     | Ray McCallum           | 1991 | 191  | 86   |
| 40 | Stati Uniti (bandiera) | AG    | Cody Zeller            | 1992 | 213  | 109  |
| 44 | Stati Uniti (bandiera) | AG    | Frank Kaminsky         | 1993 | 213  | 110  |
| 55 | Giamaica (bandiera)    | C     | Roy Hibbert            | 1986 | 218  | 134  |

## Staff tecnico
- Allenatore:  Steve Clifford
- Vice allenatore:  Patrick Ewing
- Assistente allenatore:  Stephen Silas
- Assistente allenatore:  Bob Weiss
- Assistente allenatore:  Pat Delany
- Assistente allenatore:  Bruce Kreutzer
- Assistente allenatore:  Steve Hetzel
- Preparatore atletico:  Steve Stricker
- Assistente preparatore atletico:  Dennis Williams